# Coupe de France de football 1940-1941
Navigation
Coupe de France 1939-1940 Coupe de France 1941-1942
La coupe Charles-Simon 1940-1941, 24e édition de la Coupe de France de football, voit le sacre des Girondins ASP Bordeaux qui bat en finale le SC Fives le 25 mai 1941 à Saint-Ouen.
À cette époque, la France est découpée en plusieurs zones d'occupations (zone occupée (Z.O.), zone interdite (Z.I.)) et la zone non occupée (Z.N.O.). Il est difficile d'organiser des rencontres « interzones » entre les différents clubs engagés. Alors chaque zone organise sa « coupe » et envoie son vainqueur disputer une « finale » contre celui de l'autre zone.

## Seizièmes de finale de zones

### Seizièmes de finale «zone occupée»
| Équipe 1                | Score  | Équipe 2         |  |
| Girondins ASP Bordeaux  | 3 - 1  | Bordeaux-Bouscat |  |
| Union sportive normande | 10 - 1 | S.C. Essonnes    |  |

## Huitièmes de finale de zones

### Huitièmes de finale «zone occupée»
| Équipe 1                | Score | Équipe 2       |  |
| Girondins ASP Bordeaux  | 4 - 1 | CA Paris       |  |
| Union sportive normande | 0 - 4 | Stade de Reims |  |

### Huitièmes de finale  «zone non occupée»
Les matches se jouent le 12 janvier. Matchs à rejouer le 27 janvier.
| Équipe 1        | Score | Équipe 2         | Lieu   |
| Nîmes Olympique | 1 - 1 | Aciéries du Nord | Hyères |
| Nîmes Olympique | 4 - 1 | Aciéries du Nord |        |

## Quarts de finale de zones

### Quarts de finale  «zone occupée»
| Équipe 1               | Score | Équipe 2                   |  |
| Girondins ASP Bordeaux | 7 - 3 | US Servannaise et Malouine |  |

### Quarts de finale  «zone non occupée»
Les matches se jouent le 2 février.
| Équipe 1         | Score | Équipe 2        | Lieu     |
| AS Saint-Etienne | 4 - 2 | Nîmes Olympique | Toulouse |

## Demi-finales de zones

### Demi-finales  «zone occupée»
Les matches se jouent le 2 mars.
| Équipe 1               | Score | Équipe 2       | Lieu                       |
| Girondins ASP Bordeaux | 4 - 1 | FC Rouen       | Parc des Princes (Paris)   |
| Red Star               | 2 - 0 | Stade de Reims | Stade des Bruyères (Rouen) |

### Demi-finales  «zone non occupée»
Les matches se jouent le 2 mars. Match à rejouer les 16 et 23 mars.
| Équipe 1         | Score | Équipe 2         | Lieu                            |
| AS Saint-Etienne | 0 - 0 | Olympique d'Alès | (Lyon)                          |
| AS Saint-Etienne | 0 - 0 | Olympique d'Alès | Stade de l'Huveaune (Marseille) |
| AS Saint-Etienne | 4 - 1 | Olympique d'Alès | (Lyon)                          |
| Toulouse FC      | 2 - 0 | Hyères FC        | Stade de l'Huveaune (Marseille) |

### Demi-finales  «zone interdite»
Les matches se jouent le 2 mars.
| Équipe 1             | Score | Équipe 2              | Lieu      |
| SC Fives             | 2 - 0 | RC Lens               | (Lille)   |
| Excelsior de Roubaix | 1 - 0 | US Valenciennes-Anzin | (Roubaix) |

## Finales de zones

### Finale «zone occupée»
Le match se joue le 13 avril.
| Équipe 1               | Score | Équipe 2 | Lieu                     |
| Girondins ASP Bordeaux | 3 - 1 | Red Star | Parc des Princes (Paris) |

### Finale «zone non occupée»
Le match se joue le 6 avril.
| Équipe 1    | Score | Équipe 2         | Lieu                            |
| Toulouse FC | 1 - 0 | AS Saint-Etienne | Stade de l'Huveaune (Marseille) |

### Finale «zone interdite»
Le match se joue le 1er mai.
| Équipe 1 | Score | Équipe 2             | Lieu    |
| SC Fives | 3 - 1 | Excelsior de Roubaix | (Lille) |

## Finales interzones

### Finale «zone occupée / zone non occupée»
Cette finale interzones faisant office, de fait, de demi-finale, se joue le 18 mai.
| Équipe 1               | Score | Équipe 2    | Lieu                       |
| Girondins ASP Bordeaux | 3 - 1 | Toulouse FC | Stade olympique (Colombes) |

### Finale «zone occupée et non occupée / zone interdite»
| Clubs    | Girondins ASP Bordeaux - SC Fives |
| Score    | 2-0 |
| Date     | 25 mai 1941 |
| Stade    | Stade de Paris, Saint-Ouen 15 230 spectateurs |
| Arbitre  | Léon Boes |
| Buts     | Urtizberea (60e, 84e) |
| Bordeaux | André Gérard - Michel Homar, Jaime Mancisidor (cap.), Nordine Ben Ali, Joseph Plesiak - Émile Rummelhardt, François Szego, Emmanuel Lopez, Santiago Urtizberea - Claude Pruvot, Henri Arnaudeau. Entraîneur : Benito Díaz                   |
| Fives    | Tadeusz Juszczyk - Roger Pollet, Robert Gyselinck, André Trenelle, Joseph Jadrzejczak, François Bourbotte (cap.) - Marceau Somerlinck, Albert Tancré, Norbert Van Caeneghem - Marius Dudziak, Édouard Wawrzeniak. Entraîneur : George Berry |